# Glikan
Nije isto što i glukan.
Termin glikan i polisaharid je organizacija IUPAC definisala kao sinonim sa značenjem „jedinjenja koja se sastoje od velikog broja glikozidno povezanih monosaharida”. Međutim, u praksi termin glikan se isto tako koristi za ugljeno hidratnu porciju glikokonjugata, kao što su glikoproteini, glikolipidi, ili proteoglikani, čak i ako je ugljeni hidrat samo oligosaharid. Glikani se obično sastoje isključivo od monosaharida vezanih O-glikozidnim vezama. Na primer, celuloza je glikan (ili specifičnije glukan) koji se sastoji od β-1,4-vezane -glukoze, a hitin je glikan koji se sastoji od β-1,4-vezanog N-acetil--glukozamina. Glikani mogu da budu homo- ili heteropolimeri monosaharidnih ostataka, i mogu da budu linearni ili razgranati.

## Literatura
- Varki, Ajit; Cummings, Richard; Esko, Jeffrey; Freeze, Hudson; Hart, Gerald; Marth, Jamey, ур. (1999). Essentials of Glycobiology. Cold Spring Harbor NY: Cold Spring Harbor Laboratory Press. ISBN 0-87969-559-5. NBK20709.
- Maverakis E, Kim K, Shimoda M, Gershwin M, Patel F, Wilken R, Raychaudhuri S, Ruhaak LR, Lebrilla CB (2015). „Glycans in the immune system and The Altered Glycan Theory of Autoimmunity”. J Autoimmun. 57 (6): 1—13. PMC 4340844 . PMID 25578468. doi:10.1016/j.jaut.2014.12.002.

## Spoljašnje veze
- Emanual Maverakis et. al. „Glycans in the immune system and The Altered Glycan Theory of Autoimmunity” (PDF).